# Portada/article febrer 21

## Virus
Un virus (del llatí virus, «toxina» o «verí») és un agent infecciós submicroscòpic que és incapaç de créixer o reproduir-se si no és dins una cèl·lula hoste. Els virus infecten tots els tipus de vida cel·lular. El primer virus conegut, el virus del mosaic del tabac, fou descobert per Martinus Beijerinck el 1899, i actualment se'n coneixen més de 5.000 tipus diferents. L'estudi dels virus rep el nom de virologia, i és una branca de la microbiologia.